# Blanzay-sur-Boutonne
Pour les articles homonymes, voir Blanzay (homonymie) et Boutonne (homonymie).

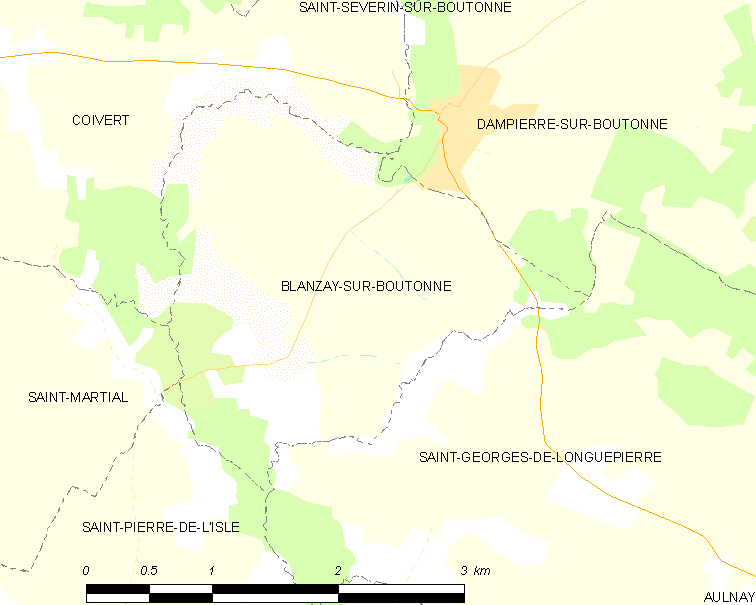
Le plan de la commune.

Blanzay-sur-Boutonne est une commune du Sud-Ouest de la France située dans le département de la Charente-Maritime, en région Nouvelle-Aquitaine.
Consultez le site de la Mairie.

## Géographie

### Communes limitrophes
| Coivert       |                        | Dampierre-sur-Boutonne        |
| Saint-Martial | Blanzay-sur-Boutonne   |                               |
|               | Saint-Pierre-de-l'Isle | Saint-Georges-de-Longuepierre |

### Hydrographie

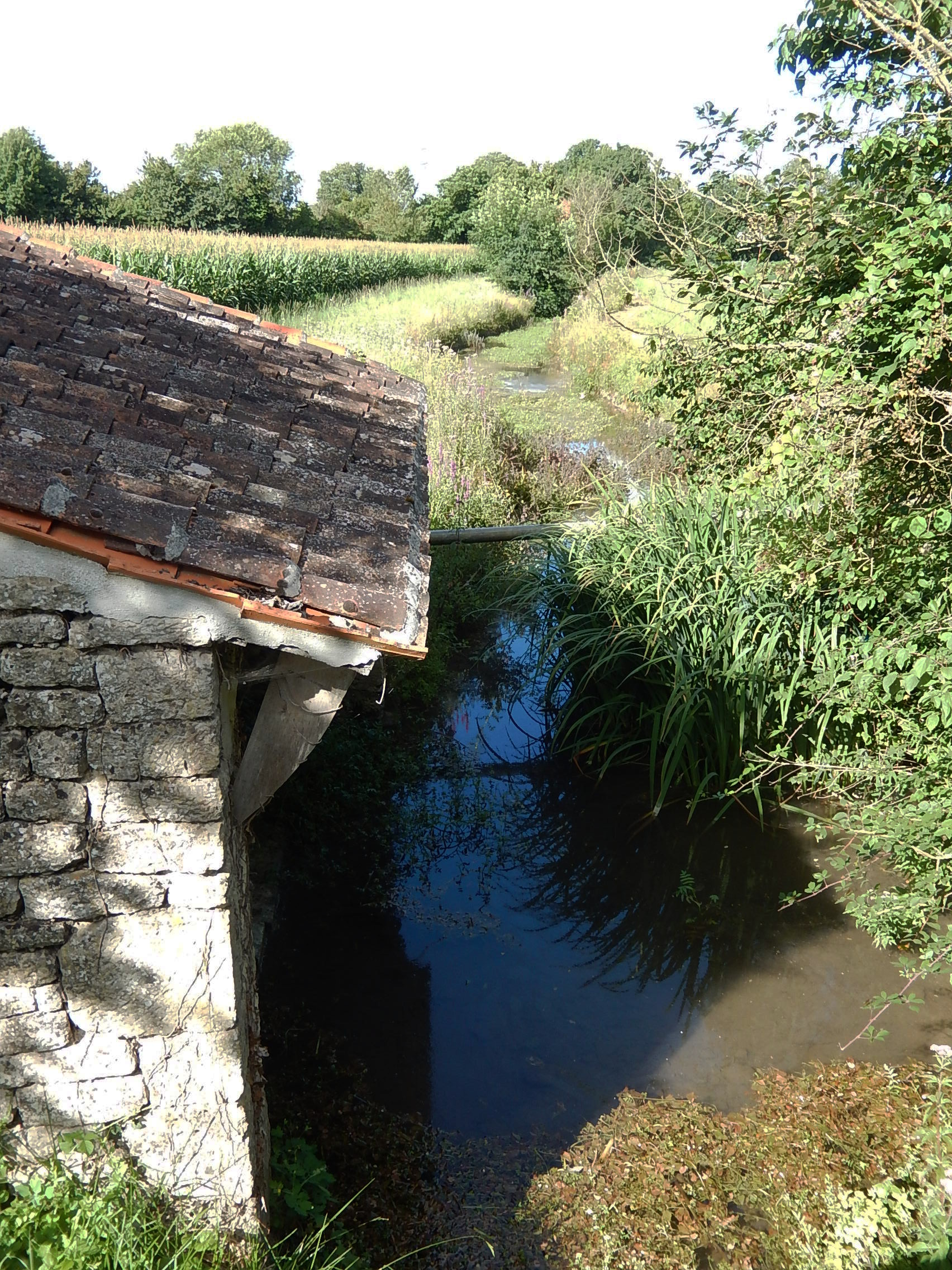
Le ruisseau Vau, au bord du lavoir de Chauvin.

- La Boutonne, affluent de la Charente.
- Le Vau, affluent de la Boutonne.

## Urbanisme

### Typologie
Au 1er janvier 2024, Blanzay-sur-Boutonne est catégorisée commune rurale à habitat très dispersé, selon la nouvelle grille communale de densité à 7 niveaux définie par l'Insee en 2022.
Elle est située hors unité urbaine. Par ailleurs la commune fait partie de l'aire d'attraction de Saint-Jean-d'Angély, dont elle est une commune de la couronne,. Cette aire, qui regroupe 37 communes, est catégorisée dans les aires de moins de 50 000 habitants,.

### Occupation des sols
L'occupation des sols de la commune, telle qu'elle ressort de la base de données européenne d’occupation biophysique des sols Corine Land Cover (CLC), est marquée par l'importance des territoires agricoles (86,8 % en 2018), en diminution par rapport à 1990 (89,7 %). La répartition détaillée en 2018 est la suivante : 
terres arables (61,8 %), zones agricoles hétérogènes (17,3 %), forêts (7,8 %), prairies (7,7 %), milieux à végétation arbustive et/ou herbacée (5,3 %), zones urbanisées (0,2 %). L'évolution de l’occupation des sols de la commune et de ses infrastructures peut être observée sur les différentes représentations cartographiques du territoire : la carte de Cassini (XVIIIe siècle), la carte d'état-major (1820-1866) et les cartes ou photos aériennes de l'IGN pour la période actuelle (1950 à aujourd'hui).

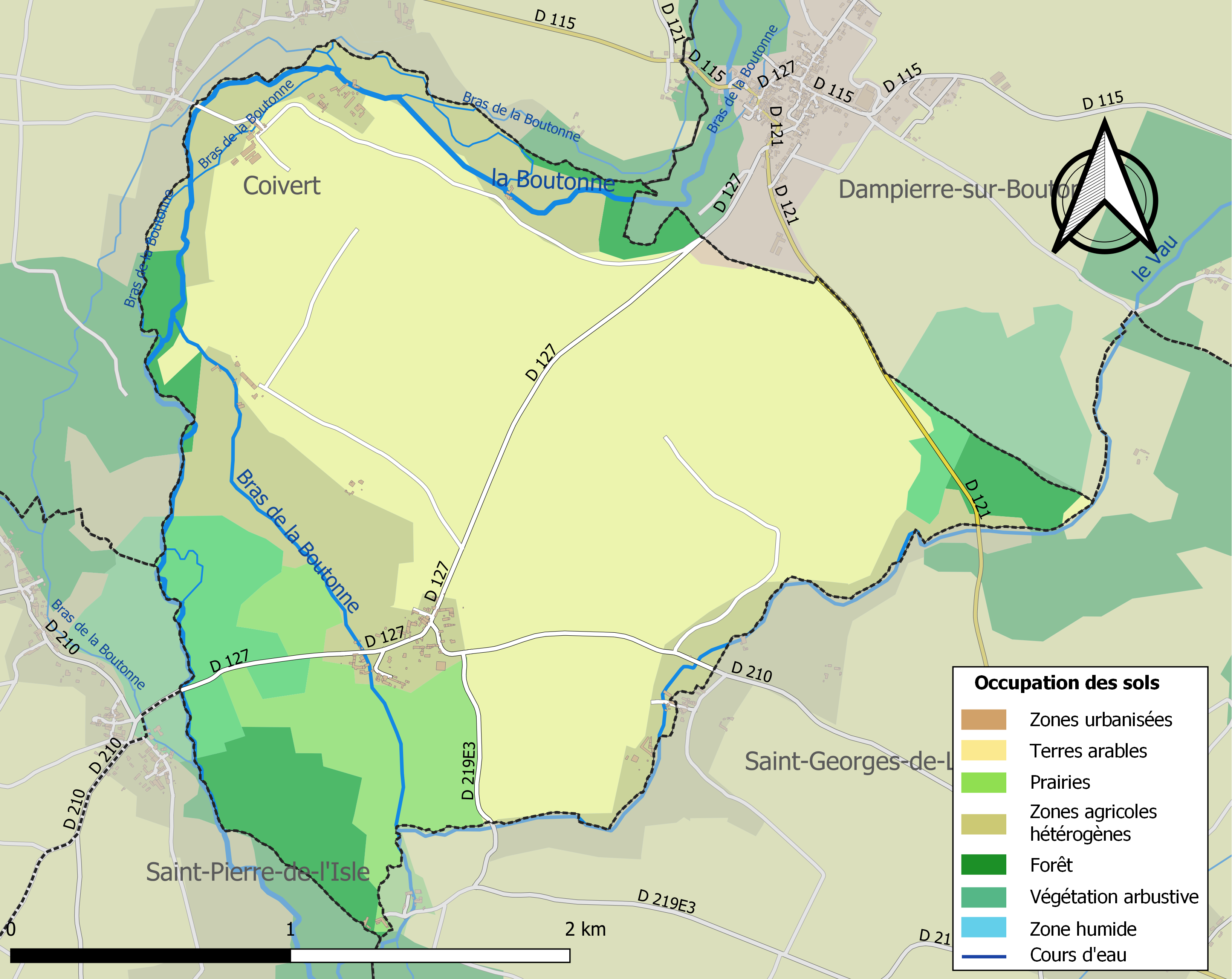
Carte des infrastructures et de l'occupation des sols de la commune en 2018 (CLC).

### Risques majeurs
Le territoire de la commune de Blanzay-sur-Boutonne est vulnérable à différents aléas naturels : météorologiques (tempête, orage, neige, grand froid, canicule ou sécheresse), inondations, mouvements de terrains et séisme (sismicité modérée). Il est également exposé à un risque technologique,  le transport de matières dangereuses. Un site publié par le BRGM permet d'évaluer simplement et rapidement les risques d'un bien localisé soit par son adresse soit par le numéro de sa parcelle.

#### Risques naturels
Certaines parties du territoire communal sont susceptibles d’être affectées par le risque d’inondation par débordement de cours d'eau, notamment la Boutonne et le Vau. La commune a été reconnue en état de catastrophe naturelle au titre des dommages causés par les inondations et coulées de boue survenues en 1982, 1999 et 2010,.

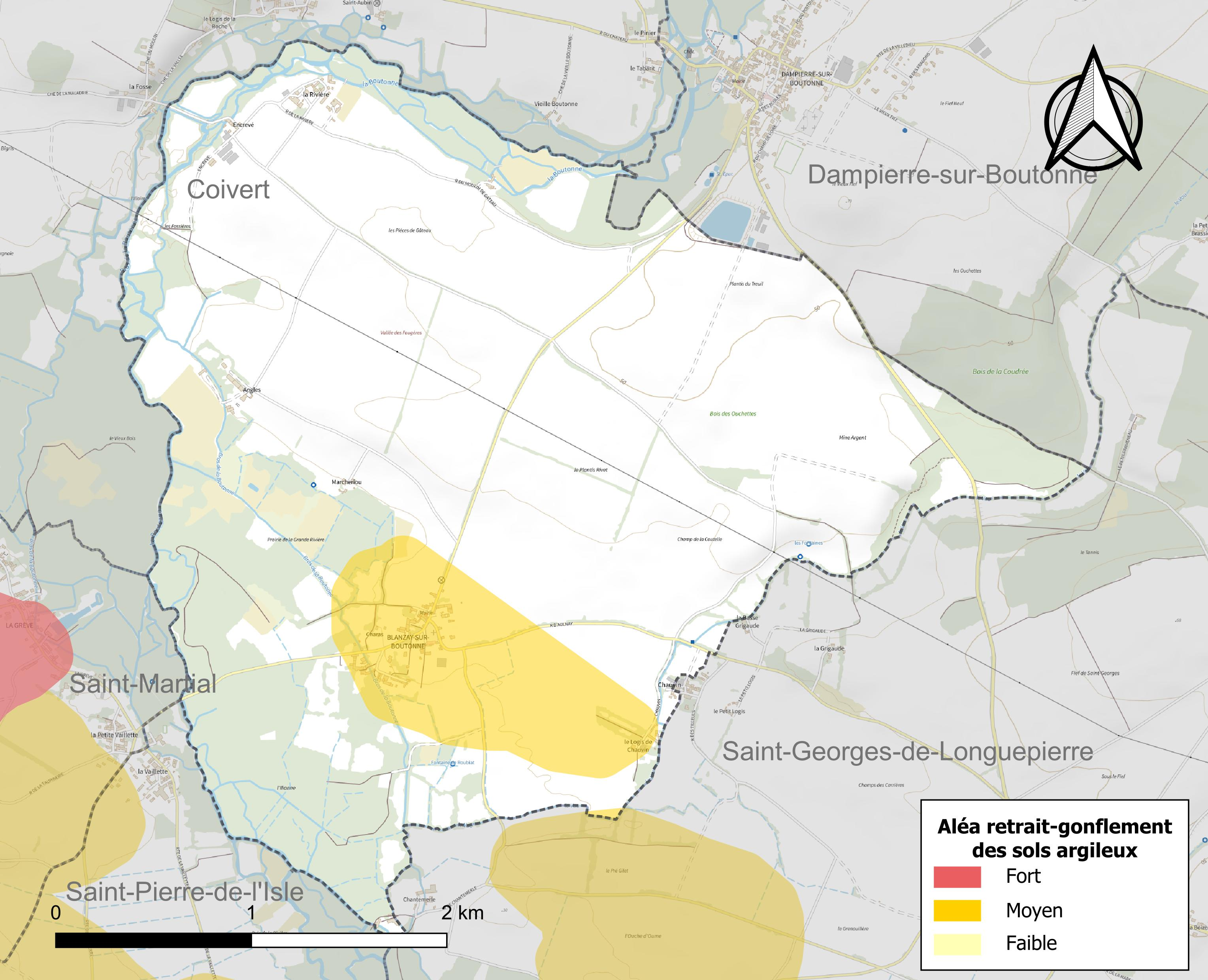
Carte des zones d'aléa retrait-gonflement des sols argileux de Blanzay-sur-Boutonne.

Les mouvements de terrains susceptibles de se produire sur la commune sont des tassements différentiels.
Le retrait-gonflement des sols argileux est susceptible d'engendrer des dommages importants aux bâtiments en cas d’alternance de périodes de sécheresse et de pluie. 9,8 % de la superficie communale est en aléa moyen ou fort (54,2 % au niveau départemental et 48,5 % au niveau national). Sur les 59 bâtiments dénombrés sur la commune en 2019,  33 sont en aléa moyen ou fort, soit 56 %, à comparer aux 57 % au niveau départemental et 54 % au niveau national. Une cartographie de l'exposition du territoire national au retrait gonflement des sols argileux est disponible sur le site du BRGM,.
Par ailleurs, afin de mieux appréhender le risque d’affaissement de terrain, l'inventaire national des cavités souterraines permet de localiser celles situées sur la commune.
Concernant les mouvements de terrains, la commune a été reconnue en état de catastrophe naturelle au titre des dommages causés par des mouvements de terrain en 1999 et 2010.

#### Risques technologiques
Le risque de transport de matières dangereuses sur la commune est lié à sa traversée par une ou des infrastructures routières ou ferroviaires importantes ou la présence d'une canalisation de transport d'hydrocarbures. Un accident se produisant sur de telles infrastructures est susceptible d’avoir des effets graves sur les biens, les personnes ou l'environnement, selon la nature du matériau transporté. Des dispositions d’urbanisme peuvent être préconisées en conséquence.

## Toponymie
L'origine du nom de Blanzay remonterait à un personnage gallo-romain Blandius auquel est apposé le suffixe -acum, ce qui correspondrait à Blandiacum, « domaine de Blandius »,.

## Administration

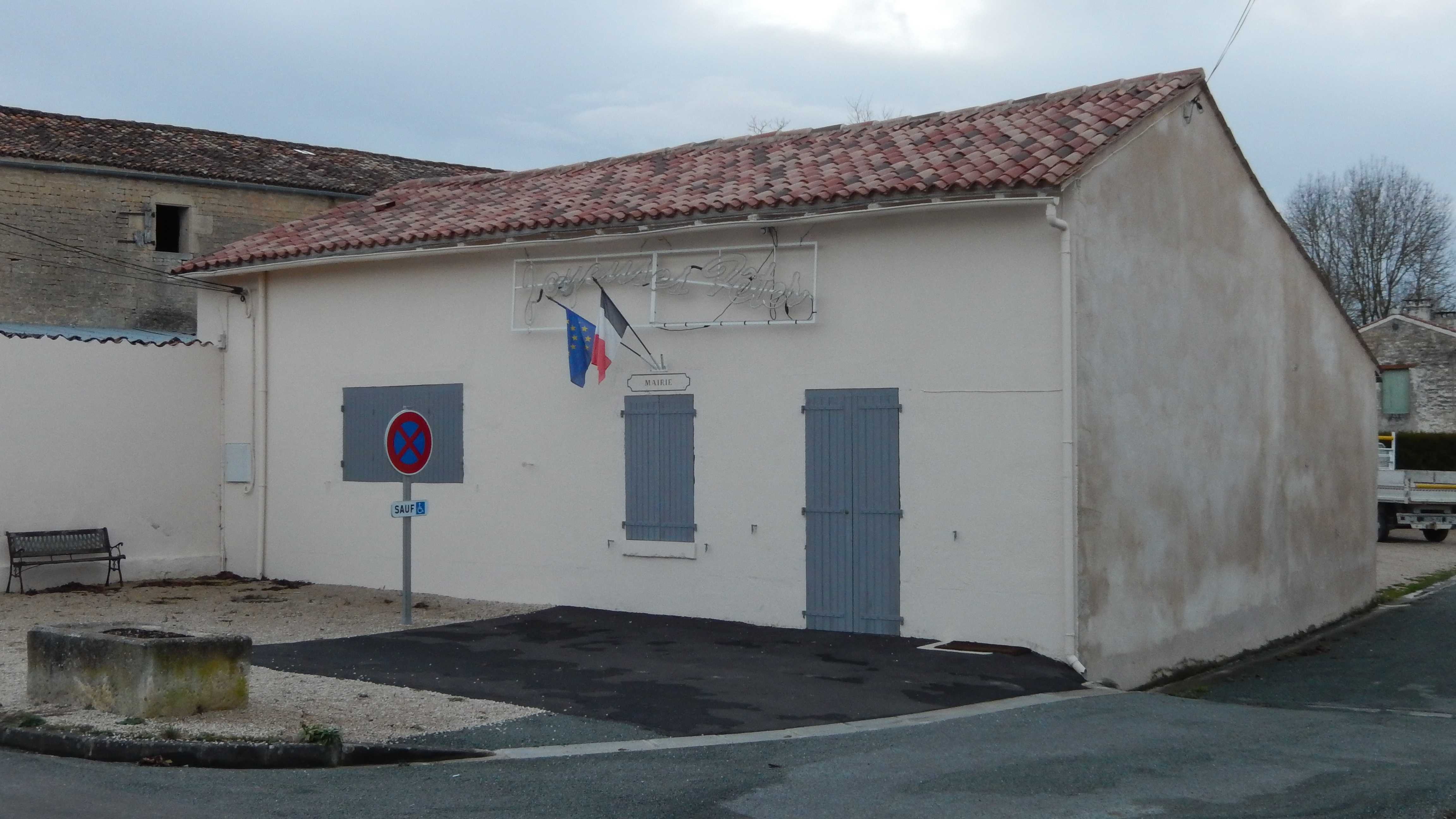
La mairie de Blanzay-sur-Boutonne.

### Liste des maires
| Période                                  | Période  | Identité       | Étiquette | Qualité              |
| ---------------------------------------- | -------- | -------------- | --------- | -------------------- |
| juin 1995                                | en cours | Jean-Luc Duguy | DVD       | Agriculteur retraité |
| Les données manquantes sont à compléter. |          |                |           |                      |

## Population et société

### Démographie
Ses habitants sont appelés les Blanzéerois et les Blanzéeroises.

### Évolution démographique
L'évolution du nombre d'habitants est connue à travers les recensements de la population effectués dans la commune depuis 1793. Pour les communes de moins de 10 000 habitants, une enquête de recensement portant sur toute la population est réalisée tous les cinq ans, les populations de référence des années intermédiaires étant quant à elles estimées par interpolation ou extrapolation. Pour la commune, le premier recensement exhaustif entrant dans le cadre du nouveau dispositif a été réalisé en 2008.

En 2022, la commune comptait 77 habitants, en évolution de −10,47 % par rapport à 2016 (Charente-Maritime : +4,04 %, France hors Mayotte : +2,11 %).
| 1793 | 1800 | 1806 | 1821 | 1831 | 1836 | 1841 | 1846 | 1851 |
| ---- | ---- | ---- | ---- | ---- | ---- | ---- | ---- | ---- |
| 190  | 188  | 201  | 214  | 217  | 232  | 218  | 215  | 214  |

| 1856 | 1861 | 1866 | 1872 | 1876 | 1881 | 1886 | 1891 | 1896 |
| ---- | ---- | ---- | ---- | ---- | ---- | ---- | ---- | ---- |
| 242  | 232  | 235  | 245  | 239  | 233  | 213  | 204  | 200  |

| 1901 | 1906 | 1911 | 1921 | 1926 | 1931 | 1936 | 1946 | 1954 |
| ---- | ---- | ---- | ---- | ---- | ---- | ---- | ---- | ---- |
| 198  | 199  | 201  | 201  | 188  | 166  | 157  | 151  | 142  |

| 1962 | 1968 | 1975 | 1982 | 1990 | 1999 | 2006 | 2008 | 2013 |
| ---- | ---- | ---- | ---- | ---- | ---- | ---- | ---- | ---- |
| 145  | 146  | 134  | 105  | 83   | 86   | 92   | 94   | 88   |

| 2018 | 2022 | - | - | - | - | - | - | - |
| ---- | ---- | - | - | - | - | - | - | - |
| 78   | 77   | - | - | - | - | - | - | - |

#### Pyramide des âges
La population de la commune est relativement âgée.
En 2018, le taux de personnes d'un âge inférieur à 30 ans s'élève à 23,1 %, soit en dessous de la moyenne départementale (29 %). À l'inverse, le taux de personnes d'âge supérieur à 60 ans est de 46,2 % la même année, alors qu'il est de 34,9 % au niveau départemental.
En 2018, la commune comptait 30 hommes pour 48 femmes, soit un taux de 61,54 % de femmes, largement supérieur au taux départemental (52,15 %).
Les pyramides des âges de la commune et du département s'établissent comme suit.
| Hommes | Classe d’âge | Femmes |
| ------ | ------------ | ------ |
| 0,0    | 90 ou +      | 2,1    |
| 16,7   | 75-89 ans    | 14,6   |
| 23,3   | 60-74 ans    | 33,3   |
| 26,7   | 45-59 ans    | 22,9   |
| 10,0   | 30-44 ans    | 4,2    |
| 13,3   | 15-29 ans    | 14,6   |
| 10,0   | 0-14 ans     | 8,3    |

| Hommes | Classe d’âge | Femmes |
| ------ | ------------ | ------ |
| 1,1    | 90 ou +      | 2,6    |
| 10,1   | 75-89 ans    | 12,6   |
| 22     | 60-74 ans    | 23,2   |
| 20,1   | 45-59 ans    | 19,7   |
| 16,1   | 30-44 ans    | 15,6   |
| 15,2   | 15-29 ans    | 12,7   |
| 15,4   | 0-14 ans     | 13,6   |

## Lieux et monuments
L'église du XIIe siècle est inscrite à l'inventaire des monuments historiques depuis le 22 août 1949.

Sa cloche, datée de 1731, a été classée monument historique au titre d'objet depuis le 30 septembre 1911. Elle porte l'inscription : « +ST ANDRE++EN 1731. MRE ANTNE. DE. CRES. SEGR. DE. LA. TERE. DANGER. ET. DAME. DE. GALARD. DE. BEARN. SON. EPOUSE. ONT. FAIT. REFONDRE. A.LEURS. DEPENS. CETTE. CLOCHE. DU. TEMPS. DE. MR. L.R.AMIETE. CURE.+FECIT. RENE. BARAU+. ».

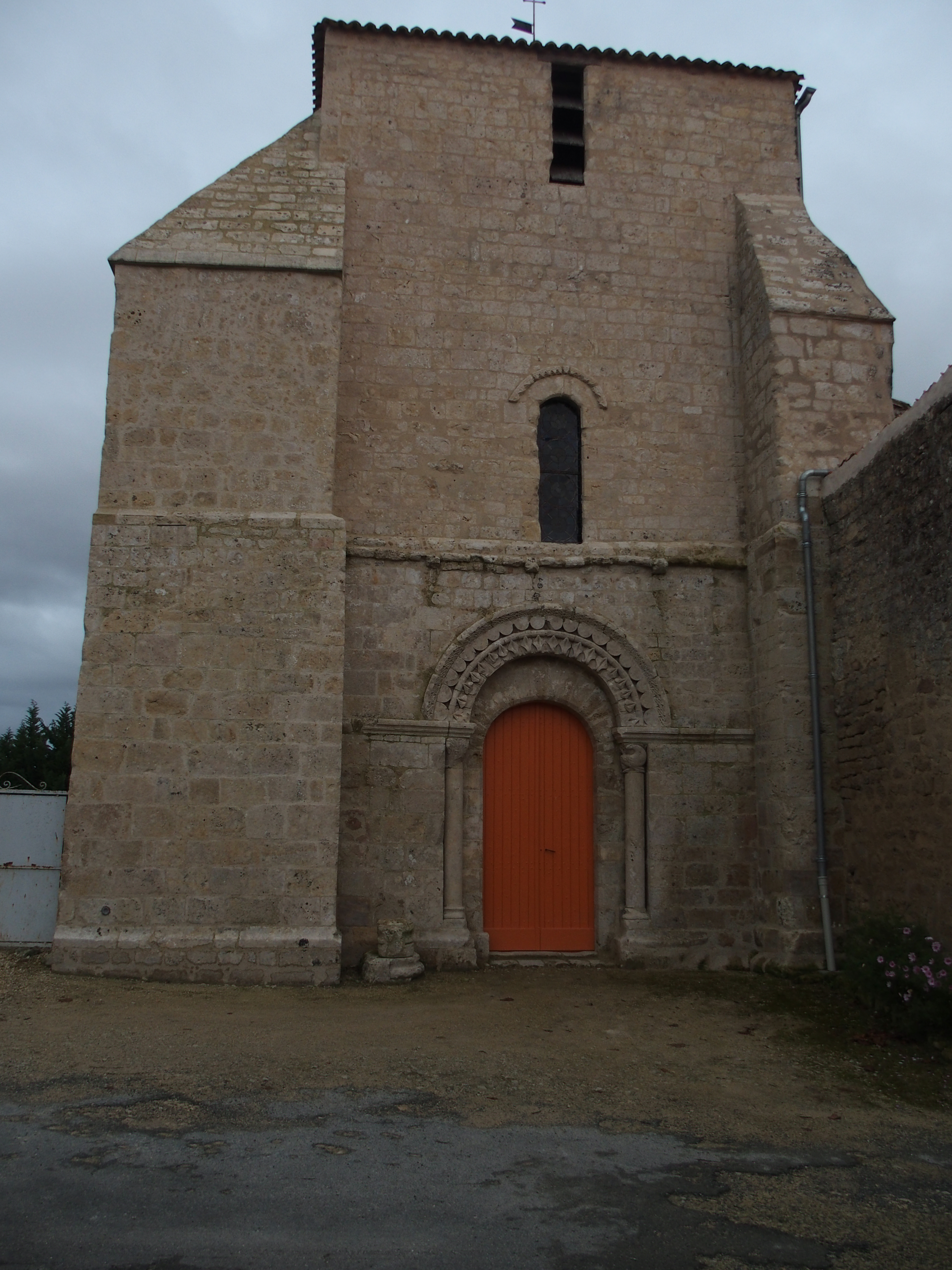
La façade ouest de l'église.
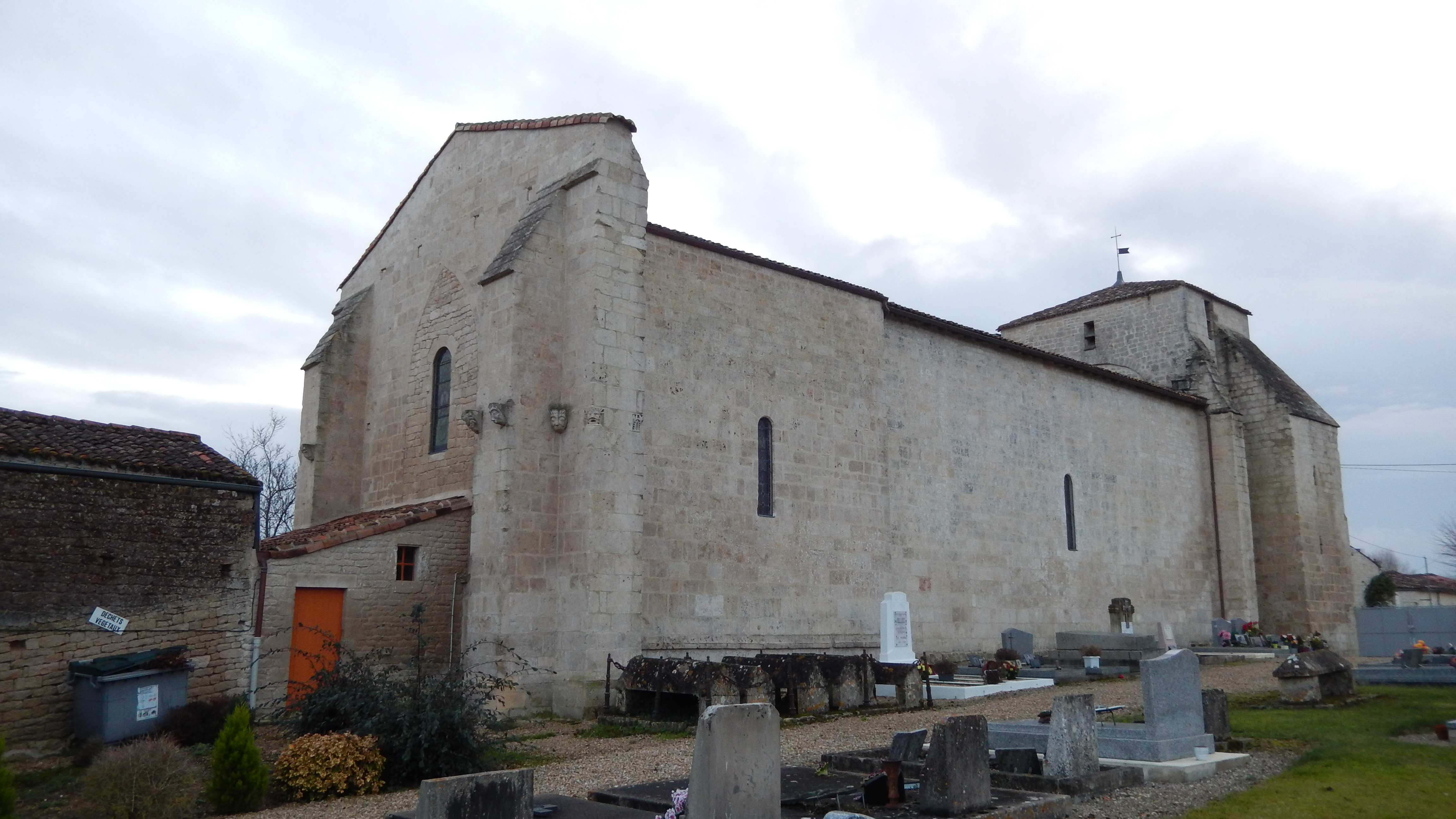
Les façades est et nord.
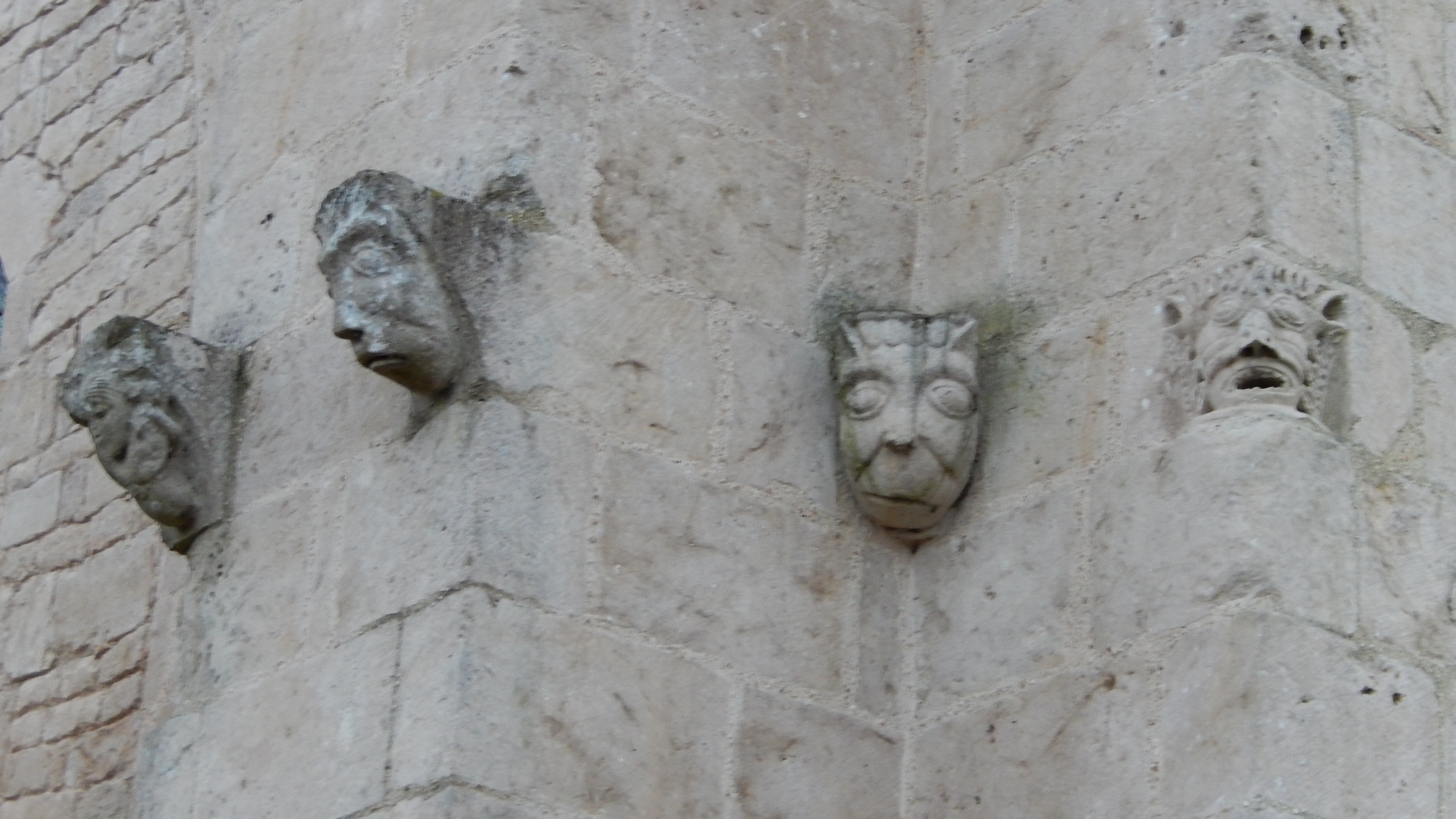
Quelques têtes sculptées sur les murs de l'église.